# Czworaki (powiat bialski)
Czworaki – osada w Polsce położona w województwie lubelskim, w powiecie bialskim, w gminie Piszczac.
W latach 1975–1998 miejscowość należała administracyjnie do województwa bialskopodlaskiego.